# Adam Kolwicz
Adam Kolwicz (ur. 26 października 1963 w Przasnyszu) – polski lekkoatleta, skoczek wzwyż.
Był absolwentem liceum. Reprezentował kluby WMKS Ostrołęka i AZS (AZS-AWF) Warszawa. Młodzieżowy wicemistrz Polski w 1984 (2.05). Brązowy medalista mistrzostw Polski seniorów w 1989 r. (2.10). W 1987 zajął w MP seniorów 7. miejsce (2.10).
Rekord życiowy w skoku wzwyż - 2.17 (25 czerwca 1989).